# エスケイプ・アーティスツ
エスケイプ・アーティスツ（Escape Artists）は、ソニー・ピクチャーズ エンタテインメントに本拠を置くアメリカの独立映画製作会社。
1998年4月にマンダレイ・エンターテインメントのジェイソン・ブルーメンタルとトッド・ブラックによって設立されたブラック & ブルー・エンターテインメントが2000年にスティーヴ・ティッシュ・カンパニーと合併して設立。ソニー・ピクチャーズ エンタテインメントとファースト・ルック契約を結んでいる。

## 製作作品
- ROCK YOU!
- きみの帰る場所/アントワン・フィッシャー
- あなたにも書ける恋愛小説
- アイ,ロボット
- ニコラス・ケイジのウェザーマン
- 幸せのちから
- 7つの贈り物
- ノウイング
- サブウェイ123 激突
- カレには言えない私のケイカク
- 31年目の夫婦げんか
- イコライザー2
- トゥループ・ゼロ〜夜空に恋したガールスカウト〜
- マ・レイニーのブラックボトム
- 愛すべき夫妻の秘密
- 自由への道

## オープニングロゴ
ランナー（走者）が走っている姿が目の瞳に収まる様子が映し出される。